# Nordrand
Nordrand é um filme de drama austríaco de 1999 dirigido e escrito por Barbara Albert. Foi selecionado como representante da Áustria à edição do Oscar 2000, organizada pela Academia de Artes e Ciências Cinematográficas.

## Elenco
- Nina Proll - Jasmin Schmid
- Edita Malovcic - Tamara
- Astrit Alihajdaraj - Senad
- Tudor Chirilă - Valentin
- Michael Tanczos - Roman
- Georg Friedrich - Wolfgang
- Martina Stojan - Sonja
- Marta Klubowicz - Jolanta
- Brigitte Kren - Gitti